# Innocence of Muslims
Innocence of Muslims er en amerikansk kortfilm fra 2012. Filmen angives at være skrevet og produceret af Nakoula Basseley Nakoula under pseudonymet "Sam Bacile".
Filmen på 14 minutter blev lagt op på YouTube i juli 2012 under titlen The Real Life of Muhammad og Muhammad Movie. 
Traileren har et anti-muslimsk indhold, og medførte protester i den arabiske verden. Demonstrationer og optøjer brød ud i Egypten og spredte sig til andre muslimske lande, ligesom muslimske befolkningsgrupper i visse vestlige lande også gennemførte demonstrationer mod filmen. Protesterne første til mere end 50 omkomne og adskillige sårede. Muslimske religiøse ledere udstedte fatwaer med opfordring til at dræbe de medvirkende og Pakistans statsminister Bashir Ahmad Bilour udlovede en dusør til den, der kunne dræbe filmens producer Nakoula.